# Aafke Romeijn
Aafke Romeijn (Overasselt, 1 december 1986) is een Nederlandse muzikante, schrijfster en journaliste. Ze studeerde compositie aan het Koninklijk Conservatorium (Den Haag) en Nederlandse taal- en letterkunde aan de Universiteit Utrecht. In 2012 maakte ze haar debuut als popmuzikant. Ze heeft opiniestukken geschreven voor onder andere de Volkskrant, Trouw, LINDA., Vrij Nederland, het VPRO-platform 3voor12, Elle, Viva, de Stellingdames, Hard//hoofd, OneWorld  en website Joop.

## Biografie

### Muziek
Romeijn groeide op in een familie van professionele muzikanten en begon op vierjarige leeftijd met harples. Op haar elfde ging ze al naar de jongtalentklas van het conservatorium Arnhem, later Utrecht, tegelijkertijd begon ze met componeren. Op haar 14e won ze voor het eerst de compositiewedstrijd Op weg naar het Nieuwjaarsconcert van de VPRO en het NBE. 
Ze studeerde compositie in Den Haag bij Richard Ayres en Martijn Padding, piano bij Geoffrey Madge en Nederlandse Letterkunde aan de Universiteit Utrecht. Haar voorliefde voor muziek en taal combineerde ze al snel in popliedjes die zij uitvoerde met haar punkband Mister Blue Sky en verwerkte in muziektheaterproducties voor o.a. Korzo en Orkater.
In 2012 bracht ze haar solodebuutalbum uit, getiteld Stella Must Die! Aansluitend draaide zij een succesvolle Popronde en toerde nog een jaar als soloartiest, waarbij ze zichzelf begeleidde op piano, accordeon en ukelele.
Na drie jaar solo spelen voelde ze een grote behoefte om haar muzikale taal uit te breiden. Ze schakelde over van Engelse songteksten naar Nederlands en verdiepte zich in productieprogramma's en oude synthesizers. Dit resulteerde in twee Nederlandstalige elektroalbums, CHIN. IND. SPEC. REST. en Je doet je best maar. Vooral dat laatste album werd positief ontvangen in de landelijke media. Onder meer Elle, De Telegraaf en de Volkskrant tipten het als beste album van de week (of maand, in het geval van Elle). Aansluitend op de verschijning van dat laatste album toerde zij met band en kostuums en decors van modeontwerper Bas Kosters.
In 2016 bracht ze een succesvolle single uit met rapper Sef, Alles went, van de ep Anders nog iets?. Dat jaar bracht ze nog een ep uit, Versplintering op rechts, een conceptplaat rondom de Tweede Kamerverkiezingen. Ze speelde die zomer op onder meer Lowlands en stond eerder dat jaar op de programmering van Noorderslag.
Ook had Romeijn succes in België met de single Zal ik dan, die ze samen met Tom Kestens (ex-Das Pop) uitbracht. De single stond wekenlang in de playlist van Radio 1.
Op 27 maart 2023 bracht Romeijn, in samenwerking met Charlotte Wessels (ex-Delain), de single "Alles wat ik wil" uit.
Op 14 maart 2025 verscheen haar album Ultraviolet.

## Discografie
| Album met eventuele hitnotering(en) in de Nederlandse Album Top 100 | Datum van verschijnen | Datum van binnenkomst | Hoogste positie | Aantal weken | Opmerkingen |
| ------------------------------------------------------------------- | --------------------- | --------------------- | --------------- | ------------ | ----------- |
| Stella Must Die                                                     | 2012                  |                       |                 |              |             |
| Stella, The Cold Case (ep)                                          | 2012                  |                       |                 |              |             |
| CHIN. IND. SPEC. REST.                                              | 2014                  |                       |                 |              |             |
| Je doet je best maar                                                | 2016                  |                       |                 |              |             |
| Anders nog iets? (ep)                                               | 2016                  |                       |                 |              |             |
| Versplintering op rechts (ep)                                       | 2017                  |                       |                 |              |             |
| M                                                                   | 2019                  |                       |                 |              |             |
| Godzilla                                                            | 2021                  |                       |                 |              |             |
| Ultraviolet                                                         | 2025                  |                       |                 |              |             |